# Új-Zéland a 2010. évi téli olimpiai játékokon

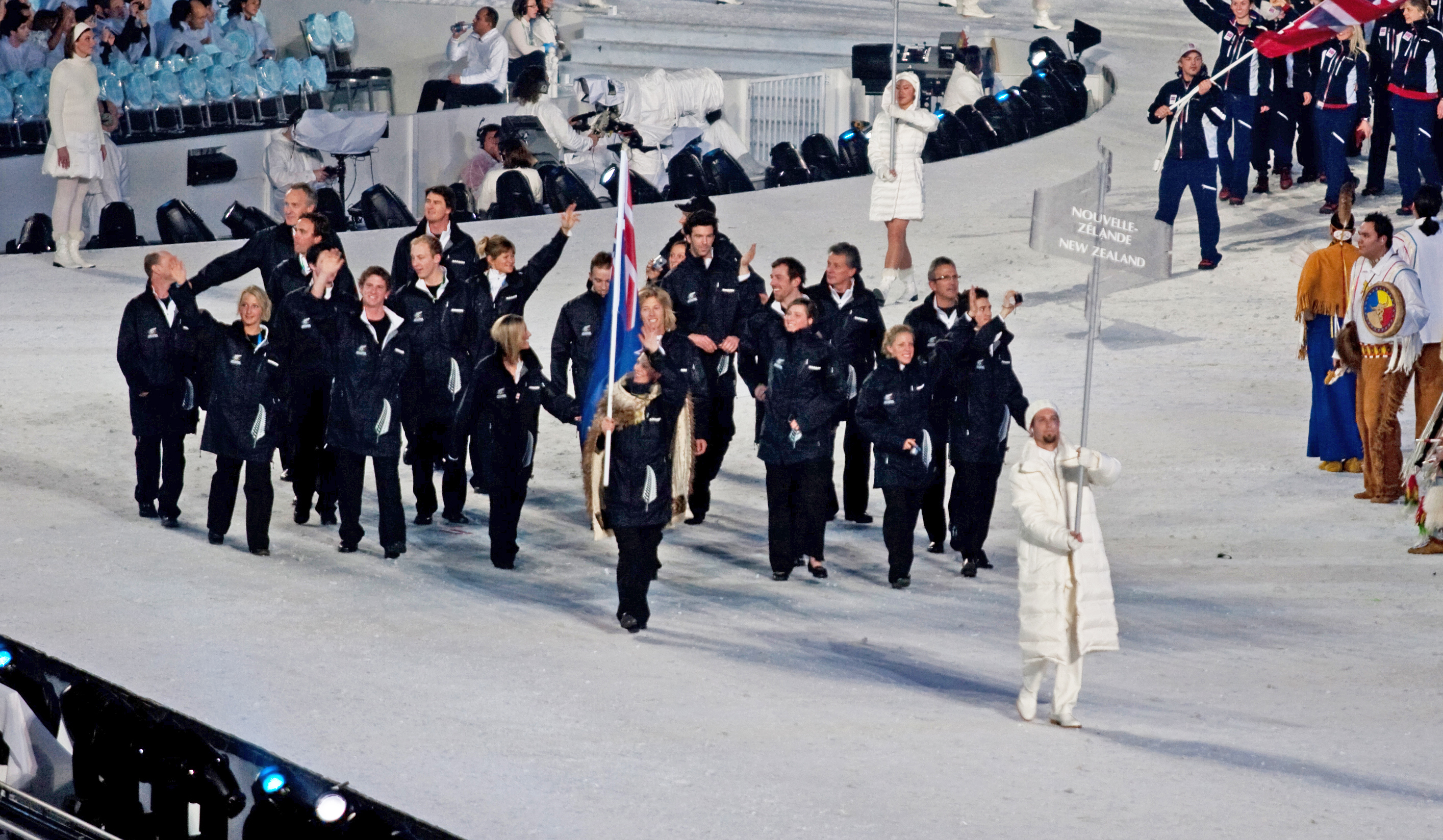
Új-Zéland olimpiai küldöttsége a megnyitón

Új-Zéland a kanadai Vancouverben megrendezett 2010. évi téli olimpiai játékok egyik részt vevő nemzete volt. Az országot az olimpián 8 sportágban 16 sportoló képviselte, akik érmet nem szereztek.

## Alpesisí
Férfi
| Versenyző        | Versenyszám            | 1. futam      | 1. futam      | 2. futam | 2. futam | Összesítés | Összesítés |
| Versenyző        | Versenyszám            | Idő           | Hely.         | Idő      | Hely.    | Idő        | Helyezés   |
| ---------------- | ---------------------- | ------------- | ------------- | -------- | -------- | ---------- | ---------- |
| Tim Cafe         | Szuperóriás-műlesiklás |               |               |          |          | 1:35,55    | 38.        |
| Benjamin Griffin | Szuperóriás-műlesiklás |               |               |          |          | kiesett    | kiesett    |
| Benjamin Griffin | Óriás-műlesiklás       | nem ért célba | nem ért célba | kiesett  | kiesett  | kiesett    | kiesett    |

## Biatlon
Női
| Versenyző    | Versenyszám   | Lövőhiba    | Időeredmény | Helyezés |
| ------------ | ------------- | ----------- | ----------- | -------- |
| Sarah Murphy | 7,5 km sprint | 3 (2+1)     | 23:49,7     | 82.      |
| Sarah Murphy | 15 km egyéni  | 6 (1+2+0+3) | 52:54,9     | 82.      |

## Gyorskorcsolya
Férfi
| Versenyző    | Versenyszám | Eredmény | Helyezés |
| ------------ | ----------- | -------- | -------- |
| Shane Dobbin | 5000 m      | 6:33,38  | 17.      |

## Rövidpályás gyorskorcsolya
Férfi
| Versenyző        | Versenyszám | Előfutam | Előfutam | Negyeddöntő | Negyeddöntő | Elődöntő | Elődöntő | B döntő | B döntő | Döntő   | Döntő   | Helyezés |
| Versenyző        | Versenyszám | Idő      | Hely.    | Idő         | Hely.       | Idő      | Hely.    | Idő     | Hely.   | Idő     | Hely.   | Helyezés |
| ---------------- | ----------- | -------- | -------- | ----------- | ----------- | -------- | -------- | ------- | ------- | ------- | ------- | -------- |
| Blake Skjellerup | 500 m       | 42,510   | 3.       | kiesett     | kiesett     | kiesett  | kiesett  | kiesett | kiesett | kiesett | kiesett | 21.      |
| Blake Skjellerup | 1000 m      | 1:27,875 | 2.       | 1:27,374    | 4.          | kiesett  | kiesett  | kiesett | kiesett | kiesett | kiesett | 16.      |
| Blake Skjellerup | 1500 m      | 2:14,730 | 5.       |             |             | kiesett  | kiesett  | kiesett | kiesett | kiesett | kiesett | 28.      |

## Síakrobatika
Krossz
| Versenyző      | Versenyszám | Selejtező | Selejtező | Nyolcaddöntő | Negyeddöntő | Elődöntő | Döntő   | Helyezés |
| Versenyző      | Versenyszám | Idő       | Hely.     | Nyolcaddöntő | Negyeddöntő | Elődöntő | Döntő   | Helyezés |
| -------------- | ----------- | --------- | --------- | ------------ | ----------- | -------- | ------- | -------- |
| Michelle Greig | Női         | 1:22,52   | 30.       | 4.           | kiesett     | kiesett  | kiesett | 30.      |

## Sífutás
Férfi
| Versenyző      | Versenyszám | Eredmény         | Helyezés         |
| -------------- | ----------- | ---------------- | ---------------- |
| Benjamin Koons | 15 km       | nem állt rajthoz | nem állt rajthoz |
| Benjamin Koons | 30 km       | lekörözték       | 56.              |
| Benjamin Koons | 50 km       | 2:21:53,9        | 46.              |

Női
| Versenyző        | Versenyszám | Selejtező | Selejtező | Negyeddöntő | Negyeddöntő | Elődöntő | Elődöntő | Döntő            | Döntő            |
| Versenyző        | Versenyszám | Idő       | Hely.     | Idő         | Hely.       | Idő      | Hely.    | Idő              | Helyezés         |
| ---------------- | ----------- | --------- | --------- | ----------- | ----------- | -------- | -------- | ---------------- | ---------------- |
| Katherine Calder | Sprint      | 4:03,11   | 47.       | kiesett     | kiesett     | kiesett  | kiesett  | kiesett          | 47.              |
| Katherine Calder | 10 km       |           |           |             |             |          |          | 28:50,9          | 62.              |
| Katherine Calder | 15 km       |           |           |             |             |          |          | nem állt rajthoz | nem állt rajthoz |

## Snowboard
Halfpipe
| Versenyző        | Versenyszám | Selejtező  | Selejtező  | Selejtező | Elődöntő   | Elődöntő   | Elődöntő | Döntő      | Döntő      | Helyezés |
| Versenyző        | Versenyszám | 1. forduló | 2. forduló | Hely.     | 1. forduló | 2. forduló | Hely.    | 1. forduló | 2. forduló | Helyezés |
| ---------------- | ----------- | ---------- | ---------- | --------- | ---------- | ---------- | -------- | ---------- | ---------- | -------- |
| Mitchell Brown   | Férfi       | 18,4       | 15,2       | 18.       | kiesett    | kiesett    | kiesett  | kiesett    | kiesett    | 33.      |
| James Hamilton   | Férfi       | 5,2        | 28,0       | 10.       | kiesett    | kiesett    | kiesett  | kiesett    | kiesett    | 22.      |
| Juliane Bray     | Női         | 17,8       | 15,5       | 24.       | kiesett    | kiesett    | kiesett  | kiesett    | kiesett    | 24.      |
| Kendall Brown    | Női         | 11,4       | 29,5       | 16.       | 33,3       | 28,2       | 9.       | kiesett    | kiesett    | 15.      |
| Rebecca Sinclair | Női         | 14,7       | 23,7       | 21.       | kiesett    | kiesett    | kiesett  | kiesett    | kiesett    | 21.      |

## Szkeleton
| Versenyző         | Versenyszám | 1. futam | 1. futam | 2. futam | 2. futam | 3. futam         | 3. futam         | 4. futam | 4. futam | Összesítés | Összesítés |
| Versenyző         | Versenyszám | Idő      | Hely.    | Idő      | Hely.    | Idő              | Hely.            | Idő      | Hely.    | Idő        | Helyezés   |
| ----------------- | ----------- | -------- | -------- | -------- | -------- | ---------------- | ---------------- | -------- | -------- | ---------- | ---------- |
| Iain Roberts      | Férfi       | 55,21    | 27.      | 57,58    | 28.      | nem állt rajthoz | nem állt rajthoz | kiesett  | kiesett  | 2:52,79    | 27.        |
| Ben Sandford      | Férfi       | 53,11    | 12.      | 53,32    | 14.      | 52,90            | 9.               | 53,26    | 16.      | 3:32,59    | 11.        |
| Tionette Stoddard | Női         | 55,85    | 16.      | 55,93    | 17.      | 55,02            | 13.              | 54,89    | 13.      | 3:41,69    | 14.        |